# Pioderma gangrenoso
Il  pioderma gangrenoso  è una malattia cutanea che, nel 50% dei casi, si associa ad altre come artrite reumatoide, epatite e malattie infiammatorie dell'intestino..

## Epidemiologia
Si diffonde soprattutto nelle gambe, nella forma atipica invece le parti più colpite sono le mani. Più raramente si mostra nei polmoni, negli occhi, nel fegato e nel cuore.

## Tipologia
Esiste una forma più rara definita pioderma gangrenoso atipico mentre le forme più comuni sono 5:
- Pioderma gangrenoso bolloso
- Pioderma gangrenoso pustoloso
- Pioderma gangrenoso periostomiale
- Pioderma gangrenoso ulcerativo
- Pioderma gangrenoso vegetativo.[5]

## Eziologia

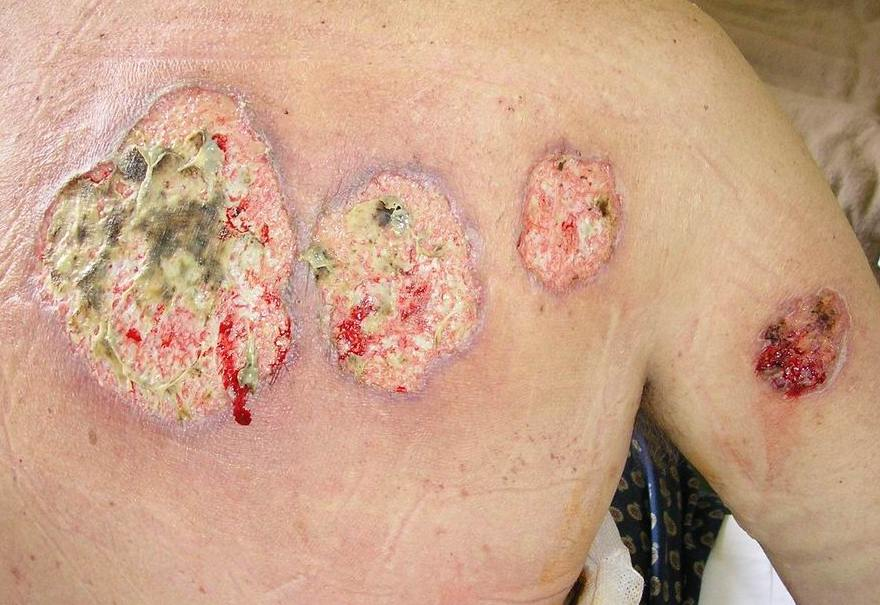
Pioderma gangrenoso diffuso

Le origini della malattia sono sconosciute, nasce come complicanza in diverse malattie fra cui quelle infiammatorie croniche intestinali (colite ulcerosa o malattia di Crohn) nel'1-2% dei casi. Molto raramente si mostra dopo un intervento chirurgico al cuore. Può essere associato ad acne conglobata, la forma più grave di acne nell'ambito della predisposizione genetica a queste patologie presente negli individui affetti.

## Sintomatologia
Fra i sintomi e i segni clinici ritroviamo artralgie, sensazione di malessere, la malattia inizia con una piccola lesione che sembra la puntura di una zanzara, in seguito si formano pustole che poi si ulcerano, dolore.

## Diagnosi differenziale
In sede di diagnosi esistono numerose condizioni simili che bisogna scartare con gli appositi esami:
- Stomatite aftosa
- Sindrome di Churg-Strauss
- Herpes simplex
- Malattia di Behcet
- Impetigine

## Terapia
Numerosi sono i farmaci che vengono somministrati per il trattamento di tale malattia, fra cui la ciclosporina dapsone (in dose di 100 mg al giorno), infliximab se associato a malattia intestinale.